# Hans Sloane
Hans Sloane, född 16 april 1660 i Killyleagh i County Down, död 11 januari 1753 i Chelsea i London, var en brittisk (nordirländsk) läkare, samlare och naturforskare. Han är framförallt ihågkommen för att ha testamenterat sina samlingar till den brittiska staten, vilket utgjorde grunden till British Museum.
Sloane skapade drickchokladen genom att blanda kakaopulver med mjölk. Han smakade en kakaodryck under en expedition till Jamaica år 1687. Drycken gjorde honom illamående och för att mildra den tillsatte han mjölk.
Auktorsnamnet Sloane kan användas för Hans Sloane i samband med ett vetenskapligt namn inom botaniken; se Wikipediaartiklar som länkar till auktorsnamnet.